# 戸隠ケーブルテレビ
戸隠ケーブルテレビ（とがくしケーブルテレビ）は、長野県長野市戸隠地区（旧・上水内郡戸隠村）をサービスエリアとするケーブルテレビ局である。条例上の名称は「長野市戸隠情報通信施設」（所在地：長野市戸隠豊岡1554番地）。株式会社インフォメーション・ネットワーク・コミュニティ（INC長野ケーブルテレビ）が指定管理者となって管理･運営に当たっている。

## サービスエリア
- 長野県長野市戸隠地区（旧・上水内郡戸隠村） - 戸隠、戸隠豊岡、戸隠栃原、戸隠祖山[1]